# Föremål i Tolkiens värld

## Vapen

### Aeglos
Det spjut som Gil-Galad använde.

### Andúril
Se Narsil.

### Glamdring
Svärdet Glamdring smiddes i Gondolin för alvkungen Turgon.  När Gondolin lades i ruiner plundrades den även på allt av värde. Genom många stölder och plundringståg hittar till sist Gandalf tillsammans med hoben Bilbo och Torin och hans följeslagare, däribland Balin, den i en övergiven trollhåla. Glamdring betyder på Gondolins gamla tungomål "Fiendefaran", och bars en gång, i glansens dagar, av kungen själv.

### Grond
Under Midgårds första ålder var Grond Morgoths väldiga stridsklubba som han svingade i striden mot Fingolfin, Noldors kung. Varje gång Morgoth slår Grond i marken uppstår en krater. Under Midgårds tredje ålder vid Slaget vid Pelennors fält, använde sig Saurons styrkor av en stor murbräcka som var döpt efter Morgoths stridsklubba. Murbräckan var hundra fot lång och dess huvud hade formats till en glupande varg. Grond drogs av väldiga bestar och bakom bergtroll att sköta dess maskineri. Murbräckan användes för att bryta upp den stora porten vid belägringen av Minas Tirith.

### Hadhafang
Hadhafang, hordklyvaren, är det svärd Arwen svingar i trilogin Härskarringen av J.R.R. Tolkien. Svärdet bars först av Idril, dotter till konung Turgon av Gondolin. Idril skänkte sedan, innan sin död, svärdet till sin son Eärendil som i sin tur gav det till Elrond, Arwens fader.

### Herugrim
Herugrim är det slagsvärd som bärs av kung Théoden i Sagan om de två tornen. Det sägs vara så kraftfullt att endast en träff skulle penetrera själva Grond.

### Narsil
Narsil var det svärd som Elendil förde med sig från Númenor vid undergången och som han bar under den sista alliansen mellan alver och människor i kriget mot mörkrets furste Sauron. Tillsammans med alvkungen Gil-Galad kämpade Elendil med Sauron och de blev båda dräpta. När Elendil föll bröts Narsil strax under hjaltet. Men också Sauron föll och så ändades andra åldern.
Svärdet förblev dolt i tre tusen år och förvarades av Elendils ättlingar i norr, ända till slutet av tredje åldern. Då smiddes Narsil samman igen, försågs med kraftfulla tecken och fick namnet Andúril, lågan från väst. Det fördes sedan bort från Vattnadal av Aragorn och Ringens brödraskap och ut i ringens krig. Aragorn med Narsil Andúril blev ett stort hot för Sauron i hans krig mot människorna i Rohan och Gondor.
I Peter Jacksons filmatisering förblir Narsil brutet ända till sista delen. Narsil är där ett svärd från Gondor. Tolkien ska ha baserat Narsil på det fornnordiska svärdet Gram, vilket följer ett liknande händelseförlopp om stordåd, brott och återsmide.

### Orcrist
Var ett svärd som Torin hittade. Dess namn var på Sindarin och betydde "Vätteklyvaren". Precis som Glamdring kom det från Gondolin och tillhörde Echthelion av källsprånget, portens väktare.

### Sting
Var den dolk som Bilbo använde i Bilbo – En hobbits äventyr, men som sedan gavs till Frodo.

## Övriga föremål

### Angainor
Angainor är kedjan som fjättrade Melkor.

### Nauglamír
Nauglamír eller dvärgahalssmycket är en juvel som smitts av dvärgarna och nämns för första gången i slutet av boken Húrins barn. Nauglamír smeds av dvärgarna från Belegost efter att Húrin tagit Nargothronds skatter till Doriath. Dvärgarna bjöds in till Menegroth av konung Thingol för att smida vackra skatter och deras bästa verk var Nauglamír. Thingol prisade sin skatt högre än allt annat förutom Beren och Lúthiens silmarill. Efter att smycket blivit skapat frågade han dvärgarna om de inte kunna smida fast silmarillen i halsbandet vilket de gjorde och tillsammans blev de den vackraste skatt som någinsin funnits.
Dvärgarna kom sedan att bli förtrollade av dess skönhet och av girighet krävde de smycket av Thingol. Då Thingol vägrade ge dem smycket slutade det med att dvärgarnas herrar från Nogrod anföll och mördade Thingol samt stal smycket vilket ledde till den första plundringen av Menegroth. Beren jagade ifatt dvärgarna tillsammans med grönalver och enter och lyckades ta tillbaka smycket samt mörda dvärgarna som stulit det. När Fëanors söner anföll Doriath för att ta silmarillen kom Diors dotter, Elwing att fly med smycket. När Fënors söner återigen anföll hoppade Elwing tillsammans med Nauglamír ner i havet. Ulmo räddade dock silmarillen samt Elwing men Nauglamír försvann för evigt.